# Robert Apelt
Robert Apelt (* 9. September 1975) ist ein ehemaliger deutscher Basketballspieler.

## Werdegang
Der zwei Meter große Flügelspieler verließ 1998 die HSG Pädagogik Erfurt und setzte seine Laufbahn bei der Mannschaft Basket Bayreuth in der Bundesliga fort. Seine Einsatzzeit bei den Oberfranken blieb gering, Apelt kam in der Saison 1998/99 auf zehn Bundesliga-Spiele, erzielte insgesamt acht Punkte. Ihn warf während der Bundesliga-Saison eine Verletzung zurück. Apelt stieg mit der Mannschaft ab. Der Verein Basket Bayreuth wurde aufgelöst, mit dem Nachfolgeverein BBC Bayreuth trat Apelt als einziger verbliebener Spieler des vorherigen Bundesliga-Aufgebots in der Saison 1999/2000 in der 1. Regionalliga an, half beim jeweils im Jahr 2000 erreichten Gewinn des Bayerischen Pokalwettbewerbs und beim Aufstieg in die 2. Basketball-Bundesliga mit. Er gehörte in der 2. Bundesliga ebenfalls zum Bayreuther Aufgebot.
Anschließend spielte er beim TSV Nördlingen, stieg mit der Mannschaft 2003 in die 2. Bundesliga auf und nahm mit ihr hernach am Wettkampfbetrieb der Südstaffel der zweithöchsten deutschen Spielklasse teil. Er blieb bis 2005 in Nördlingen. In der Saison 2005/06 war er Mannschaftsmitglied der BG Leitershofen/Stadtbergen (1. Regionalliga), und 2006/07 des Oberligisten USV Erfurt.
Von 2007 bis 2009 spielte Apelt für HSB Landsberg in der 1. Regionalliga und war bei dem Verein ebenfalls Damentrainer. Im Laufe der Saison 2014/15 kehrte Apelt noch einmal in den Leistungssport zurück und verstärkte zeitweise den BC Erfurt in der 1. Regionalliga.